# Famille Berset
La famille Berset ou de Berset est une famille subsistante de la noblesse française, du Comté de Laval et de la Mayenne et anoblie en 1735. La famille de Berset a fourni des officiers.

## Histoire

### Origine
Les Berset vinrent, dit-on, des Flandres, en 1290, à la suite de Béatrix de Gavre, lorsqu'elle épousa Guy IX de Laval. Ce qui est certain, c'est qu'on trouve leur famille installée dès cette époque à Laval, où leur postérité s'est continuée jusqu'au XIXe siècle. La tradition indique que Béatrix de Gavre, épouse de Guy IX de Laval, Comte de Laval, fait venir du Comté de Flandre des ouvriers tisserands qu'elle fixa à Laval. L'industrie de la toile de lin est probablement très ancienne, et faussement attribuée à cette tradition.
Les armes des Berset étaient: d'azur à la bande de gueules chargée d'une rangée de losanges d'argent, accomp. en chef de trois étoiles d'or en orle et en pointe d'un lion d'argent.
Le 4 novembre 1580, mourut à Saint-Vénérand Jean Berset l'aîné, père de tous ceux qui sont à présent, disait son petit-fils dans son nécrologe. 
Ses descendants étaient nombreux dans les premières années du XVIIe siècle. 
On ne compte pas moins de six familles distinctes, chacune ajoutant à son nom patronymique celui d'une terre : 
- Jacques Berset, sieur de la Vrillerie ;
- Marin Berset, sieur de la Fortinière ;
- Jacques Berset, sieur de la Morandière, etc.

### Noblesse
Chaix d'Est-Ange (1905) indique qu'on trouvera dans les manuscrits de Bernard Chérin, généalogiste et historiographe des ordres du roi une généalogie de la famille de Berset.
Elle descend de Jean Berset, sieur de la Coupelière, qui était négociant dans cette ville au commencement du XVIIIe siècle. Jean Berset épousa Anne Dezeree, fille d'un négociant de Château-Gontier, par contrat passé dans cette ville le 10 septembre 1704, fut pourvu par lettres patentes du 8 mars 1731 de l'office anoblissant de secrétaire du Roi en la chancellerie établie près la Cour des aides de Clermont-Ferrand et obtint des lettres d'honneur le 15 février 1752. Un membre de la famille Berset fit en 1787 les preuves de noblesse prescrites pour obtenir le grade de sous-lieutenant. Gabriel de Berset de Vaufleury, sieur du Parneau, et Louis de Berset d'Argentré, Seigneur du Plessis, prirent part en 1789 aux assemblées de la noblesse tenues au Mans.
Elle est aujourd'hui représentée par deux branches qui se distinguent par les surnoms d'Hauterives et de Vaufleury et dont aucune
n'est titrée.
Principales alliances : du Buat de la Subrardière 1758, Foucault des Bigottières 1770, Duchemin des Loges 1771, de la Sayette 1853, du Mans du Chalais 1859, Bernard-Dutreil.

## Armoiries
Les armes de la famille se blasonnent ainsi : D'azur à la bande de gueules chargée d'une rangée de losanges d'argent, accomp. en chef de trois étoiles d'or en orle et en pointe d'un lion d'argent.

## Généalogie simplifiée
- Jean Baptiste Berset (1665-1759), époux d'Anne Dezeree, sieur de la Coupelière. Négociant. Il avait acheté en 1735 une charge de secrétaire du Roi qui l'avait anobli, et en 1737 la terre seigneuriale d'Hauterive
  - Jean Baptiste Berset[2], époux en 1730 de Marie Lilavois, sieur de la Coupelière, seigneur d'Hauterives.
    - Marie Renée Michelle Berset d'Argentré, épouse de "Louis" Joseph François Ange Pierre Hyacinthe du Buat
    - Sébastien Berset d'Hauterives (1741-1817), époux de Renée Françoise Leclerc de Beaulieu, seigneur d'Hauterives, emprisonné en 1793
      - Renée Berset d'Hauterives, épouse de Ambroise-Joseph Duchemin de Boisdupin
      - Louise Berset d'Hauterives (1770-1850), épouse de François Leclerc de Beaulieu (1769-1828)
        - Marie Leclerc de Beaulieu, religieuse, fondatrice du Sacré-Cœur de Laval

      - Marie Berset d'Hauterives  1771-
      - Jean-Baptiste-Sébastien Berset d'Hauterives (1773-1853), combat à Saint-Domingue, et y épouse en 1796 Sophie Taveau de Chambrun, maire d'Argentré en 1849.
        - Sébastien Charles Alexandre Amédée Berset d'Hauterives (1798-1882), commandeur de l'Ordre de Pie IX, chevalier des ordres d'Isabelle la Catholique et de Charles IV d'Espagne, époux d'Amélie Aglaë de Bernouilli.

      - Victoire  Berset d'Hauterives

    - Joseph Berset (1742-1829), époux de Marie Françoise Jacquine Foucault de la Bigottière, officier au régiment du Limousin, gouverneur d'Henrichemont.
      - Claude-René de Berset (1776-1831), époux de Louise Françoise Lemonnier de Lorière
        - Louis de Berset, propriétaire à Préaux en 1849. Châtelain de Bois-Robert à Préaux en 1856. Propriétaire à Laval en 1868. Epoux de Marie Blanche Soucanye de Landevoisin

      - Joseph de Berset (1775-1834), militaire, chevalier de l'ordre de Saint-Louis, dit le Chevalier Berset
      - Jean de Berset, époux de Marie Anne Marij
        - Josephus Joannes de Berset (1794-1865), époux d'"Amelia" Carolina Georgina Ten Sande
          - Jean de Berset
          - Marie-Amélie de Berset, épouse d' Eugène Bernard-Dutreil
          - Anna de Berset

        - Maria Joanna de Berset, épouse d'Henricus Van Waijenburg

    - Gabriel Berset de Vaufleury, époux de Louise Jeanne Duchemin de la Doyère, seigneur de Vaufleury
      - Jean Baptiste Louis Gabriel Berset de Vaufleury (1772-1845), chevalier de l'Ordre de Saint-Louis, maire de Parné (1815-1830), époux de Françoise Letourneurs de Mouette (1785-1852). Il fait don en 1850 de son hôtel pour l'installation d'un évêché à Laval.

    - Louis Berset d'Argentré (1751-1834), lieutenant colonel. Propriétaire à Laval. Officier de cavalerie, participe à la Chouannerie, puis émigre. Chevalier de l'Ordre de Saint-Louis ; il est mort colonel en retraite à Laval au mois de janvier 1834, âgé de 82 ans. Ses services dans la Chouannerie ont été rappelés par Jacques Duchemin des Cepeaux, auquel il avait communiqué de précieux renseignements.

## Autres personnalités
- Antoine Berset, religieux et historien spécialiste de Laval et de la Mayenne.
- François Berset, sieur du Hallerais, d'une branche de la famille qu'on peut suivre depuis le XVIe siècle, fils de Jérôme Berset et d'Anne Boutonnais, veuve d'Anne-Marie Hoisnard qu'il avait épousée en 1707, s'unit le 6 octobre 1710 avec Marie-Louise Lasnier de la Valette. Il était juge criminel au tribunal ordinaire, lieutenant général des eaux et forêts du comté, audiencier de la chambre des comptes de Laval, major de la milice bourgeoise. Il mourut le 2 mars 1750, ayant exercé ses fonctions de juge « pendant quarante ans, à la satisfaction générale et avec la plus grande intégrité », dit René Pichot de la Graverie. Il ne laissait qu'une fille, Marie-Anne Berset, mariée à François-Charles-Marie d'Aubert.

## Châteaux
Jean Baptiste Berset, achète en 1737 le Château de Hauterive. Le château et la chapelle actuelle ont été construits par Jean-Marie Berset. Il devint ainsi seigneur d'Argentré. Les Berset possédaient encore le Château de Parneau en Parné et une foule d'autres terres qui en faisaient la famille la plus riche de Laval. La dame veuve Berset de Vaufleury se fit représenter à l'assemblée de la noblesse du Maine en 1789.
Jean-Baptiste Berset est à l'origine de la Société du Jardin Berset à Laval. L'hôtel Berset est situé rue Marmoreau à Laval, au numéro 25, construit en 1779.